# Równość społeczna

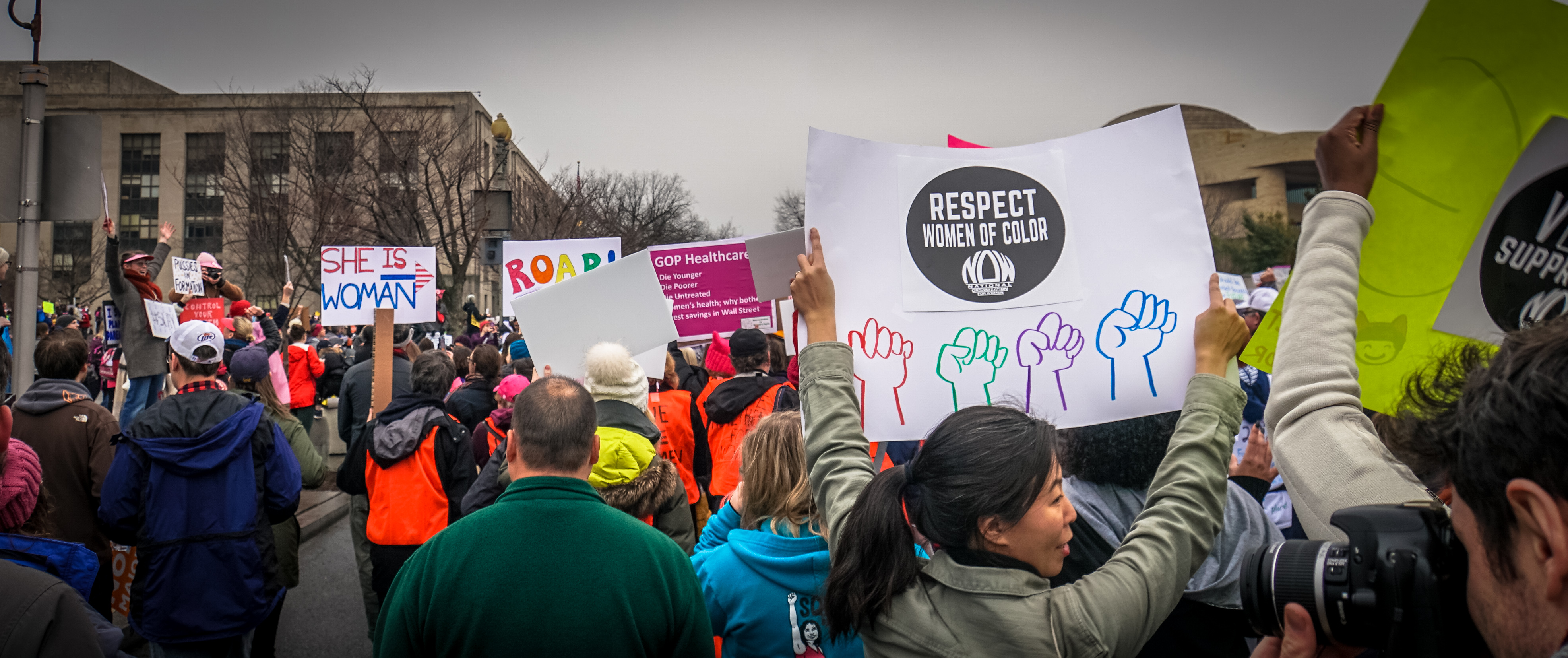
Marsz Kobiet w Waszyngtonie, 21 stycznia 2017, dzień po inauguracji Donalda Trumpa

Równość społeczna – stan rzeczy, w którym wszyscy ludzie w danym społeczeństwie mają taki sam status pod możliwie wszystkimi względami, w tym pod względem praw obywatelskich, wolności słowa, praw własności i równego dostępu do niektórych dóbr społecznych i usług socjalnych. Może ona jednak obejmować również równość opieki zdrowotnej, równość gospodarczą i dostęp do innych zabezpieczeń społecznych. Równość społeczna wymaga braku prawnie egzekwowanych granic klas społecznych lub kastowych oraz braku dyskryminacji opartej na niezbywalnej części tożsamości danej osoby.
Wyróżniana jest m.in.:
- równość pozioma – jednakowe szanse dla jednakowych ludzi
- równość pionowa – odmienne traktowanie różnych ludzi tak, aby zniwelować różnice spowodowane różnicami w wykształceniu, miejscu pochodzenia itp.
- równouprawnienie polityczne – wszyscy są równi wobec prawa.

Z jednej strony można utrzymywać, że pełna równość jest sprzeczna z pełną wolnością, gdyż wymaga nałożenia ograniczeń na jednostki, co krępuje ich wolność. Działania ludzi nie są bowiem z natury identyczne (równe), a więc każde ludzkie działanie rodzi różnice (nierówność).
Jedną z głównych różnic pomiędzy prądami politycznymi są różnice w interpretowaniu tych pojęć i różny rozkład akcentów pomiędzy równością a wolnością. Liberalizm na przykład w swoich założeniach kładzie nacisk na wolność, jednak odbywa się to kosztem zwiększenia nierówności społecznych. Socjalizm z kolei (szczególnie socjalizm utopijny) domaga się pełnej równości, nawet kosztem wolności jednostek.
Według stanowiska anarchokomunizmu równość i wolność uzupełniają się wzajemnie. Zakłada on brak równości bez wolności. Jeśli bowiem nie ma wolności, ktoś wolność musi ograniczać, co oznacza, że nie jest równy innym, a zatem nie ma równości. Z kolei wolność bez równości oznacza, że jest to wolność tylko dla niektórych, co wyklucza panowanie powszechnej wolności.